# Ein Dorf zieht blank
Ein Dorf zieht blank (Originaltitel: Normandie nue) ist eine französische Filmkomödie von Philippe Le Guay aus dem Jahr 2018. Kinostart in Deutschland war am 16. August 2018. Der deutsche Verleihtitel ist irreführend. Es geht nicht um eine frivole Komödie, sondern den Überlebenskampf der Rinder züchtenden Bauern in der Normandie: „Normandie nackt.“

## Handlung
Der Film spielt im französischen Dorf Mêle-sur-Sarthe. Die lokalen Bauern, deren Haupterwerb die Viehzucht ist, stehen wirtschaftlich durch internationale Konkurrenz und zu niedrige Produktpreise vor dem Ruin und blockieren aus Protest eine Schnellstraße. Durch die Blockade wird der amerikanische Fotokünstler Blake Newman auf dem Weg zum Flughafen aufgehalten. Er ist auf die Inszenierung nackter Menschenmassen spezialisiert (Anspielung auf die Installationen des US-amerikanischen Fotokünstlers Spencer Tunick) und hatte in Frankreich vergeblich nach einer Location für sein neuestes Fotoprojekt gesucht. Rückblickend fällt ihm am Flughafen beim Betrachten seiner Handyfotos eine Wiese bei Mêle-sur-Sarthe auf, also fährt er mit seinem Assistenten Bradley zum Dorf zurück und unterbreitet Bürgermeister Georges Balbuzard sein Vorhaben, auf dieser Wiese, der Chollet-Weide, die nackt posierenden Dorfbewohner zu fotografieren.
Balbuzard findet das zunächst albern, erkennt aber bald, dass diese Aktion mediale Aufmerksamkeit wecken wird. Mit dem Gedanken, dass dieses Foto auch die Politik auf die verzweifelte Lage der Bauern aufmerksam machen wird, kann er einige der Dörfler für das Vorhaben begeistern, stößt aber größtenteils auf gemischte Reaktionen. Problematisch ist auch, dass sich zwei Bauern seit Generationen um das Eigentum an der Chollet-Weide streiten, von denen einer die Nutzung für das Foto verbietet. Und der Dorfmetzger, ist erzürnt darüber, dass sich seine Frau, eine frühere Dorfschönheit Miss Calvados, vor den Mitbürgern für das Foto nackt zeigen wird.
Eine Art Rahmenhandlung, die mit der Haupthandlung fast nichts zu tun hat, wird von der Familie von Thierry Levasseur gebildet, der mit seiner Frau Valérie und Tochter Chloé von Paris aufs Land gezogen ist. Er will sein Unternehmen von hier aus führen, weil er die verstopften Straßen von Paris satt hat. Während sich seine Frau gut eingelebt hat und gar eigenes Brot auf dem Markt verkauft, hasst Chloé dieses Leben auf dem Land. Nachts beschmiert sie die Schaufenster des Dorfmetzgers mit Schmähungen. Als sie vom Bürgermeister gestellt wird, erklärt sie, dass sie gegen die Rinderhaltung ist. Sie sagt voraus, dass aus den grünen Wiesen der Normandie Wüste würde. Einer der Rinderzüchter träumt in einem Albtraum von dieser Zukunft: Er sieht sein letztes Rind verdurstet von Geiern umgeben. Als er erwacht, rauscht draußen der Landregen. Am Ende werden Thierry Levasseur mit seiner Tochter Chloé im Hubschrauber nach Paris zurückkehren. Obwohl er die Idee aufs Land zu ziehen so berückend fand, kam auch er mit dem Landleben nicht zurecht. Allergien plagten ihn. 
Eine zweite Nebenhandlung setzt ein, als der junge Vincent Jousselin aus Paris zurückkommt, um den Fotoladen seines Vaters zu verkaufen. Er ist Drucker und fand keine Arbeit mehr. Während der Begegnung mit einer ehemaligen Freundin, die lange auf ihn gewartet hat und nun einen anderen heiraten wird, kommt ihm deren Freundin Charlotte näher, die auch in der dörflichen Molkerei arbeitet. Aber Vincent will nicht bleiben, obwohl die alten Fotos seines Vaters ihm die Kultur seiner Heimat näher bringen.
Die Vorbereitungen für das Foto von Newman laufen. Der Bürgermeister hat viel Energie verwendet, um seine Mitbürger zu überzeugen mitzumachen. Newman hat die Idee, die Nackten gemäß der Geometrie eines Soldatenfriedhofes aufzustellen.
Der Dorfmetzger möchte auf jeden Fall verhindern, dass sich seine Frau vor den Mitbürgern für das Foto nackt zeigt. Er bedroht Newman mit einem Messer und verletzt dabei gar den Bürgermeister.
Als Folge von Streit und Zweifeln erscheinen zum vereinbarten Fototermin nur wenige Einwohner auf der Chollet-Weide, die meisten entschuldigen sich aus fadenscheinigen Gründen. Das macht Newmans gestalterische Idee undurchführbar. Angewidert beendet der Fotograf das Projekt und reist ab. Der vollkommen enttäuschte Balbuzard ist für niemanden mehr zu sprechen und will sich schließlich sogar das Leben nehmen.
Erst nachdem einige Tage darauf in einem TV-Bericht massiv gegen den Verzehr von Fleisch agitiert wird – Fleisch sei ungesund –, sind die Dorfbewohner elektrisiert. Nun sind alle bereit, sich nackt auf die Wiese zu stellen, auch der Dorfmetzger erlaubt es nun seiner Frau. Vincent macht das Foto in eigener Choreografie. Er hat beschlossen, bei Charlotte im Dorf zu bleiben.

## Kritiken
„Eine von viel Sympathie für die Notlagen der französischen Bauern getragene Tragikomödie, deren Humor etwas zahm ausfällt. Recht gemächlich inszeniert, vermag der Film vor allem durch seine überwiegend gut getroffenen Dorfcharaktere zu unterhalten und auch zu berühren.“

„In ‚Ein Dorf zieht blank‘ werden die dramatischen Probleme der französischen Landwirtschaft zum Vorwand für ein seichtes und zunehmend albernes Komödien-Szenario.“